# Tony Herbert
Antoon (Tony) Herbert (Lokeren, 26 juli 1902 - Kortrijk, 3 oktober 1959) was een Vlaams katholiek politicus, industrieel en kunstverzamelaar.

## Levensloop
Hij was de zoon van Louis Herbert (1872-1929), een textielhandelaar en politicus voor de Katholieke Partij, en Alice De Sloovere, dochter van Honoré De Sloovere (1838-1925), gegoede vlashandelaar en burgemeester van Kruishoutem van 1893 tot 1896 voor de Katholieke Partij. De koopmansfamilie Herbert was van het dorpje Bohain in Frankrijk afkomstig en belandde omstreeks 1826 in Lokeren. Pas bij de derde generatie vroeg de familie, kort na de achttiende verjaardag van Louis, de vader van Tony, de Belgische nationaliteit aan. Het gezin kende een relatieve welstand zodat alle zonen hogere studies konden volgen.
Tijdens zijn studies voor burgerlijk ingenieur aan de Katholieke Universiteit Leuven voerde hij actie voor de vernederlandsing van de Gentse en Leuvense universiteiten. Hij werd hiervoor in 1924 door rector Ladeuze van de universiteit verwijderd. 
Hij trouwde in 1926 met Maria Scharpé, dochter van de flamingante professor Lodewijk Scharpé. Zijn grootvader Honoré De Sloovere was een zoon van Amelia Van Themsche (1804-1894), een telg van de voorstaande familie Van Themsche van brouwers, vrederechters, rentmeesters en burgemeesters van Kruishoutem tijdens de 18de en 19de eeuw.
Na het behalen van zijn diploma voor de centrale examencommissie werd Herbert in 1928 directeur van de Kortrijksche Katoenspinnerij. Al snel werd het bedrijf een van de modernste en exportgerichte spinnerijen van Europa en een van de grootste werkgevers uit de wijde omgeving. Er werkten tot 800 personen. Herbert werd tevens, tot zijn dood, actief binnen het Vlaams Economisch Verbond.

## Politiek
In 1932-1933 was Herbert een van de medeoprichters van het Vlaams Nationaal Verbond, maar spoedig na de oprichting hiervan trok hij zich hieruit terug. Hij zocht toenadering tot het Verdinaso van Joris Van Severen, na diens nieuwe marsrichting die de toenadering tussen België, Nederland en Luxemburg beoogde. Hij stond sinds dan een Heel-Nederlands ideaal voor, en wel onder de leiding van Leopold III. Deze ommezwaai leverde hem felicitaties van belgicisten zoals Pierre Nothomb (1887-1966) op, maar tegelijkertijd de banvloek van de VNV’ers en van de letterkundige Wies Moens (1898-1982), medeoprichter van het Verdinaso.
Na de capitulatie werd hij een tegenstander van collaboratie met de Duitse bezetter en een royalistisch aanhanger van koning Leopold III. Hij nam tijdens de oorlog deel aan de besprekingen tussen werkgevers en werknemers die zouden leiden tot de oprichting van de Belgische sociale zekerheid. 
Toen op 5 september 1944 een grote Duitse troepenmacht de bevrijding van Kortrijk dreigde te compromitteren, en er op het stadhuis overleg plaats vond tussen een aantal lokale notabelen, het Geheim Leger en de partizanen, verscheen Herbert - zulks tot misnoegen van sommige aanwezigen - in zijn uniform van Belgisch officier. 
In datzelfde uniform zetelde hij na de bevrijding in de Kortrijkse krijgsraad. Hetgeen hem vanwege Marcel Clarysse (1914-2008), de oorlogsburgemeester van Harelbeke, de sneer opleverde: Het pijnlijkste voor [een andere] beschuldigde was de aanwezigheid, als lid van de krijgsraad, van een meneer die medestichter van het VNV was geweest. Nu zat zijn vroegere leermeester daar in uniform van Belgisch legerofficier en hielp zijn kwekelingen veroordelen. Ook zijn jeugdvriend en medeoprichter van het KVNV, Paul Beeckman(1900-1978), was een van de beschuldigden, maar kwam er met een lichte straf vanaf.
Na de bevrijding was Herbert actief betrokken bij de oprichting van de Christelijke Volkspartij. Hij zou echter nooit een politiek mandaat bekleden.

## Journalistiek
Samen met Léon-Antoine Bekaert nam hij het initiatief tot de oprichting van De Gids N.V. en het opnieuw uitgeven van de krant De Standaard. Deze Nieuwe Standaard was echter minder flamingant dan de vooroorlogse voorloper, waarna de oorspronkelijke eigenaars de controle over de krant opeisten. Vanaf april 1947 werd De Nieuwe Standaard omgedoopt tot De Nieuwe Gids en elders gemaakt.

## Kunstverzamelaar
De laatste jaren van zijn leven wijdde Herbert zich vooral aan het zakenleven en de uitbouw van zijn kunstcollectie. Hij verzamelde met name Vlaamse expressionisten: Jean Brusselmans, Gust De Smet, Constant Permeke, Edgard Tytgat, Frits Van den Berghe en Rik Wouters. Deze collectie werd in 2011 tentoongesteld in het Museum Dhondt-Dhaenens Een aantal schilderijen uit de collectie Herbert werd aangekocht door de stedelijke musea van Brugge.
Tony Herbert was aan van de oprichters van de beweging La Jeune Peinture Belge. Deze kunstenaarsvereniging werd in 1945 opgericht om jonge Belgische kunstenaars door middel van tentoonstellingen, publicaties en kunstbeurzen te promoten. De bekendste aangesloten kunstenaars waren: Jan Cox, Rik Slabbinck, Pierre Alechinsky, Pol Bury en Georges Collignon. Nadat de vereniging in 1950 werd ontbonden, vervoegden meerdere leden de kunststroming Cobra. Negen jaar later, op 3 oktober, stierf Tony Herbert.

## Publicaties
- Wat zullen onze Vlaamsgezinde studenten in Gent doen?, 1923.
- De Vlaamsche Beweging. België en de gebondenheid der Nederlanden. Nieuwe richtlijnen, 1935 (samen met Frans Van Cauwelaert, Leo Van der Essen & Louis de Lichtervelde).
- Staatszin, weerbaarheid, grootheidszin, 1945.